# Canadá (Nueva Francia)
Canadá fue una colonia francesa dentro del virreinato de la Nueva Francia, reclamada por primera vez en nombre del rey de Francia en 1535 durante el segundo viaje de Jacques Cartier. La palabra "Canadá" en este punto se refería al territorio a lo largo del río San Lorenzo, entonces conocido como el río Canadá, desde la isla Grosse en el este hasta un punto entre Quebec y Trois-Rivières, aunque este territorio tenía ampliado en gran medida en 1600. Las exploraciones francesas continuaron "hasta los condados de Canadá, Hochelaga y Saguenay" antes de que se establecieran asentamientos permanentes. A pesar de que en 1600 se establecieron un puesto comercial permanente y una residencia en Tadoussac, en la confluencia de los ríos Saguenay y San Lorenzo, estaba bajo un monopolio comercial y, por lo tanto, no se constituyó como un asentamiento colonial francés oficial.
Después de la fundación en 1608 de la ciudad de Quebec por Samuel de Champlain, Canadá se convirtió rápidamente en la colonia más poblada de la Nueva Francia. Las otras cuatro colonias dentro de Nueva Francia fueron la Bahía de Hudson al norte, Acadia y Terranova al este, y Luisiana muy al sur. Canadá, la colonia más desarrollada de Nueva Francia, se dividió en tres distritos, Quebec, Trois-Rivières y Montreal, cada uno con su propio gobierno. El gobernador del distrito de Quebec fue también el gobernador general de toda Nueva Francia.
Canadá estaba vagamente definida de suerte que la frontera entre ella misma, la Acadia y la Luisiana (Nueva Francia), así como con la Tierra de Rupert y las trece colonias americanas bajo la obediencia británica era difusa. Además tenía una especie de apéndice, como zona de poblamiento, conocido como el Pays d'en Haut,  situado en el sur de Ontario y el norte del Medio Oeste de los actuales Estados Unidos, reagrupados alrededor de los Grandes Lagos y teniendo al fuerte Pontchartrain (la actual ciudad de Detroit), al norte de Míchigan; (Saint-Ignace) (Sault-Sainte-Marie), y el norte de Wisconsin (la actual ciudad de Green Bay) o La Baye.

## Historia

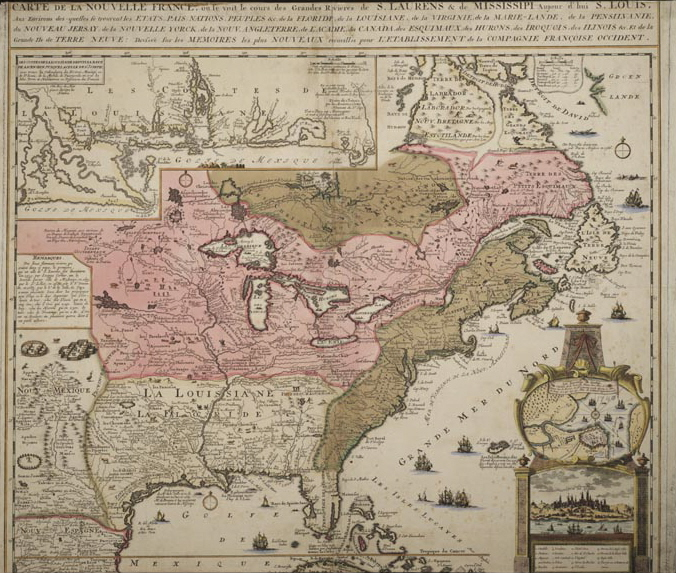
Mapa que muestra el control europeo en Norteamérica en 1748.

Canadá es el nombre dado por los franceses al territorio del valle del río San Lorenzo parte de la Nueva Francia. Los primeros intentos de implantación a lo largo de las orillas del río San Lorenzo se remontan a 1534, con el descubrimiento de Quebec por Jacques Cartier con Charlesbourg-Royal. Pero los fracasos significaron que esta área no fue permanentemente ocupada por los franceses hasta 1608 con la fundación de la ciudad de Quebec por Samuel de Champlain. A partir de entonces se sumarán las ciudades de Trois-Rivières (1634), Montreal (1642), y Detroit (1701). Los colonos franceses que poblaron Canadá provenían principalmente de las antiguas provincias de Francia, como la Bretaña, la Normandia, el Poitou y la Île-de-France.
La guerra de los Siete Años vio a Gran Bretaña derrotar a los franceses y sus aliados, y le permitió  tomar posesión de Canadá. En el tratado de París de 1763, que finalizó formalmente el conflicto, Francia renunció a reclamar la Acadia y el Canadá y la colonia se convirtió en la provincia británica de Quebec. La Luisiana se cedió principalmente a España.

## Pays d'en Haut

En azul: Nueva Francia en 1750. Canadá se extendió desde el sur de los Grandes Lagos hasta el Golfo de San Lorenzo.

Los Pays d'en Haut (países superiores) era un vasto territorio al norte y al oeste de Montreal, que abarcaba la totalidad de los Grandes Lagos y se extendía hasta las zonas que habían explorado los franceses en el interior de América del Norte. Antes de 1717, cuando se cedió el territorio a la nueva colonia de Luisiana, se extendía hasta el sur del país de los ilinueses. Al norte de los Grandes Lagos, una misión, Sainte-Marie entre los hurones, se estableció en 1639.
Tras la destrucción de la nación de los hurones en 1649 por los iroqueses, los franceses destruyeron la misión y abandonaron el área. En lo que hoy son Ontario y las praderas del este, se construyeron varios puestos comerciales y fortalezas, tales como Fuerte Kaministiquia (1679), Fuerte Frontenac (1673), Fuerte Saint Pierre (1731), Fuerte Saint Charles (1732) y Fuerte Rouillé (1750). La misión y el puesto comercial en Sault Ste. Marie (1688) más tarde se dividiría por la frontera entre Canadá y Estados Unidos.
Los asentamientos franceses en el Pays d'en Haut entre y al sur de los Grandes Lagos fueron Fuerte Niagara (1678), Fuerte Crevecoeur (1680), Fuerte Saint Antoine (1686), Fuerte St. Joseph (1691), Fuerte Pontchartrain du Détroit (1701), Fuerte Michilimackinac (1715), Fuerte Miami (1715), Fuerte La Baye (1717) y Fuerte Beauharnois (1727).
Hoy, el término Les Pays-d'en-Haut se refiere a un municipio regional del condado en la región de Laurentides en Quebec, al norte de Montreal, mientras que el antiguo Pays d'en Haut era parte del distrito de Montreal.

## Organización administrativa
El intendente, la «main du Roi» y el Gobernador, actuando como representante del rey de Francia, en la colonia, ejercieron sus poderes desde Quebec. Si, en teoría, tenían autoridad sobre la Luisiana y la Acadia (después de 1713, Île Royale), no fue así, según la costumbre. De hecho, por la lejanía, Luis XIV  había formalmente prohibido a los dos altos administradores con cargo en Quebec interferir en la gestión de las otras dos colonias francesas.
Tres distritos —de naturaleza jurídica y bajo la autoridad del intendente y gobernador— controlaban su periferia. Se asentaron en las tres principales ciudades de la época y tomaron su nombre de ellas: distrito de Quebec, distrito de Trois-Rivières y distrito de Montreal.
Las poblaciones de las principales ciudades, y la población rural,  en 1754 fueron las siguientes: Quebec, 8001 hab.; Montreal 4000 hab.; Trois-Rivières 808 hab.;  y en las parroquias rurales  42 200 hab..